# La Guaira (stát)
La Guaira je jeden ze 23 spolkových států Venezuely. Má rozlohu 11 800 km² a žije v něm 896 921 obyvatel. Hlavním městem státu je La Guaira, dalšími významnými městy státu jsou Catia La Mar a Maiquetía. La Guaira leží na severu země na pobřeží Karibského moře; na východě dále sousedí se státem Miranda a na západě se státem Aragua. Do roku 2019 nesl stát název Vargas po venezuelském prezidentovi Josém María Vargasovi. Ve státě se nachází největší venezuelské letiště a také největší venezuelský přístav. V roce 1999 se ve státě odehrála událost známá jako tragédie ve Vargasu, kdy si sesuvy půdy a povodně vyžádaly tisíce obětí na životech. 